# Lycosa proletarioides
Lycosa proletarioides este o specie de păianjeni din genul Lycosa, familia Lycosidae, descrisă de Mello-leitao, 1941. Conform Catalogue of Life specia Lycosa proletarioides nu are subspecii cunoscute.